# Ernst Ludwig von Tippelskirch

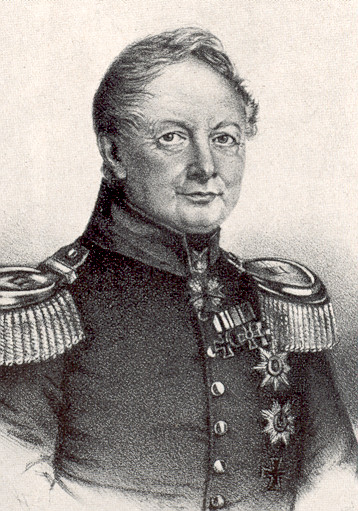
Bildnis von Ernst Ludwig von Tippelskirch

Ernst Ludwig von Tippelskirch (* 26. Juli 1774 auf Gut Görken, Ostpreußen; † 23. Januar 1840 in Berlin) war ein preußischer Generalleutnant sowie Stadtkommandant von Berlin und Chef der Land- und Grenzgendarmerie.

## Leben

### Herkunft
Ernst Ludwig war der Sohn des preußischen Hauptmanns Johann Sigismund Ernst von Tippelskirch (1744–1787) und dessen Ehefrau Juliane Sophie Margarethe, geborene von Werner (1747–1819).

### Militärlaufbahn
Nach dem Besuch der Kadettenanstalten in Kulm und Berlin trat Tippelkirch am 11. März 1794 als Gefreitenkorporal in das Infanterieregiment „von Knobelsdoff“ Nr. 27 ein und wurde kurz darauf Fähnrich. Während des Ersten Koalitionskrieges gegen Frankreich nahm er an der Schlacht bei Kaiserslautern am 28. und 30. November 1793 und den Gefechten bei Trippstadt und Johanniskreuz teil.
Am 14. September 1797 wurde Tippelskirch zum Sekondeleutnant im Infanterieregiment „Courbière“ befördert und kam 1804 als Adjutant in den Generalquartiermeisterstab. Am Feldzug von 1806/1807 nahm er zunächst als Stabskapitän im Kalckreuthschen Korps teil. Im März 1807 erfolgte seine Beförderung zum Hauptmann und noch im gleichen Jahr wurde er Major. Tippelskirch kämpfte in allen größeren Gefechten mit, so unter anderem in den Schlachten bei Jena (14. Oktober 1806), bei Pultusk (26. Dezember 1806), bei Preußisch Eylau (7. und 8. Februar 1807), bei Heilsberg (10. Juni 1807) und bei Friedland (13. Juni 1807). Für seine Verdienste während der Schlacht bei Preußisch-Eylau, die er im russischen Hauptquartier erlebte, erhielt er im Februar 1807 die höchste preußische Tapferkeitsauszeichnung, den Orden Pour le Mérite.
Nach dem Friedensschluss von Tilsit (7. und 9. Juli 1807) war er als Kommissar bei der Berichtigung der Grenze zum Herzogtum Warschau tätig und kam im September 1808 als Quartiermeisterleutnant zum Feldmarschall Friedrich Adolf von Kalckreuth. Anfang 1809 gehörte Tippelskirch zur Untersuchungskommission der Vorgänge von 1806/1807 und diente ab September 1809 im Generalstab (2. Abteilung des Allgemeinen Kriegsdepartements). Im Oktober 1811 wurde Tippelskirch in das Garderegiment versetzt, aber schon am 8. Dezember des gleichen Jahres mit der Führung des Leib-Infanterie-Regiments Nr. 8 beauftragt. Den Russlandfeldzug von 1812 machte er im preußischen Hilfskorps mit und nahm an beiden Gefechten von Eckau am 19. Juli und 27. September teil. Im November, als der Krieg von 1813 gegen Frankreich bevorstand, holte ihn König Friedrich Wilhelm III. nach Breslau und übertrug ihm das Kommando des 1. Garde-Regiment zu Fuß, das er am 9. Februar 1813 übernahm. Zugleich führte er seit dem 15. März, zum Oberstleutnant befördert, die brandenburgische Infanteriebrigade, zu der sein Regiment gehörte. Nach der Schlacht bei Großgörschen (2. Mai 1813) erhielt er das Eiserne Kreuz II. Klasse. In der folgenden Schlacht bei Bautzen (20. und 21. Mai 1813) war Tippelskirch Chef der Reservebrigade. Anfang August 1813 wurde er Generalstabschef im II. preußischen Armeekorps (Kleist). Nach der Schlacht um Dresden (26. und 27. August 1813) erhielt er das Eiserne Kreuz I. Klasse. Im Dezember 1813 wurde er Oberst und mit der Aufstellung der preußischen Landwehr zwischen Elbe und Weser beauftragt.
Bei Ausbruch des Krieges von 1815 übernahm er das Kommando der 5. Brigade im II. Armeekorps (Zieten). Im Mai 1815 wurde er zum Generalmajor befördert. Für seinen Einsatz in den Schlachten bei Ligny (16. Juni 1815) und Waterloo (18. Juni 1815) erhielt er das Eichenlaub zum Orden Pour le Mérite. Im Oktober 1815 wurde er zum Kommandeur der Landwehr im Regierungsbezirk Koblenz ernannt. 1818 erhielt Tippelskirch den Roten Adlerorden III. Klasse. Mit der Aufstellung am 5. September 1818 wurde er Kommandeur der 14. Infanterie-Brigade und blieb dies bis 30. Oktober 1825. 1821 war er Brigadekommandeur in Düsseldorf und erhielt im gleichen Jahr den Roten Adlerorden II. Klasse mit Eichenlaub. Ein Jahr später wurde er Divisionskommandeur und mit dem Roten Adlerorden I. Klasse mit Eichenlaub ausgezeichnet. 1825, als Generalleutnant, war er Kommandeur der 8. Division. Seit dem 30. Januar 1827 war Tippelskirch Kommandant von Berlin und zugleich Chef der Land- und Grenzgendarmerie.

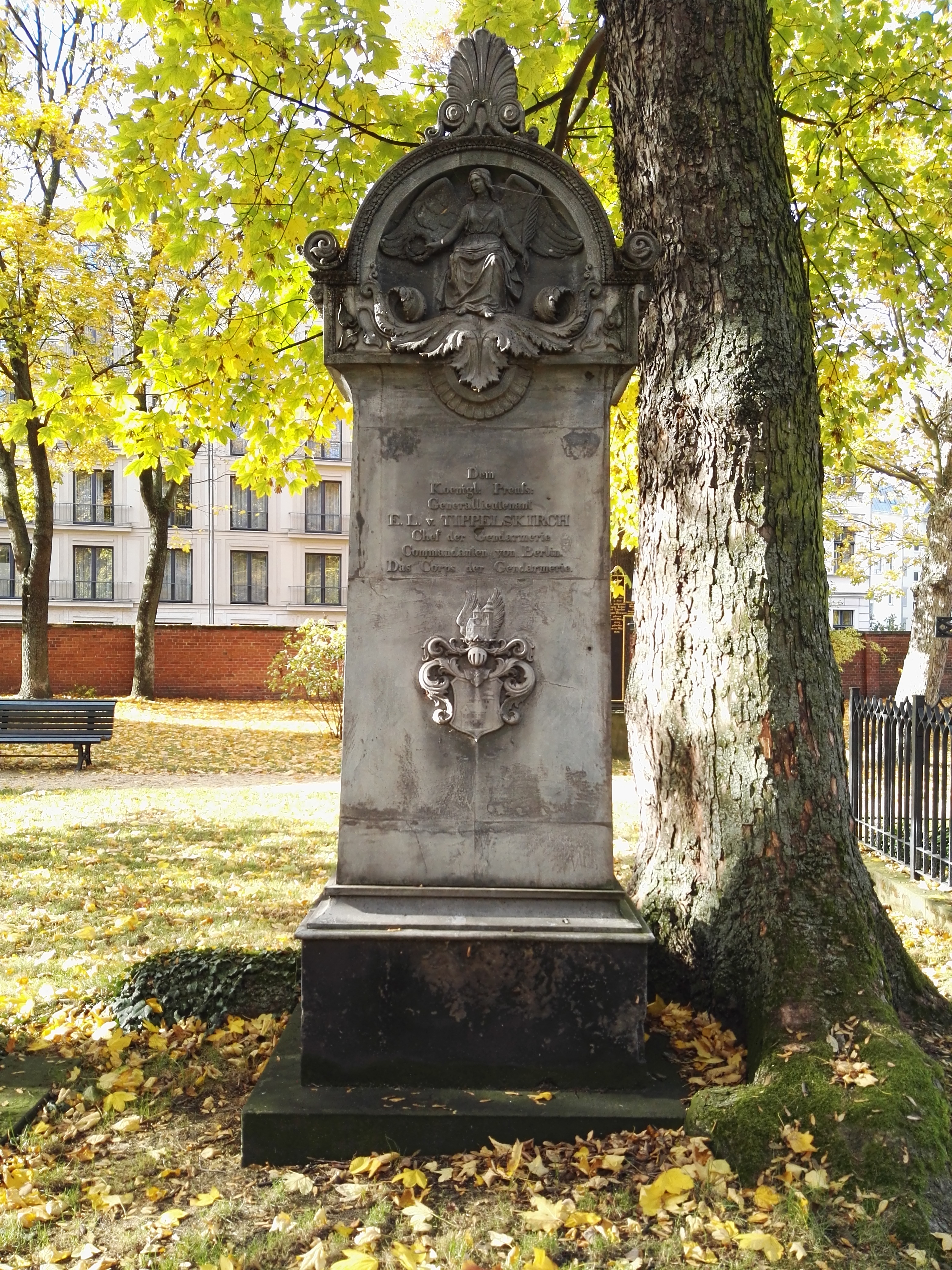
Grabstätte

Tippelskirch verstarb am 23. Januar 1840 an einem Schlaganfall in Berlin. Sein beeindruckendes, von August Soller entworfenes und von Moritz Geiß geschaffenes Grabmal befindet sich auf dem Berliner Garnisonfriedhof (Feld III).

### Familie
Er war zweimal verheiratet. Am 20. April 1804 heiratete er Henriette Charlotte Dorothee Melhorn (1783–1823) von der er sich aber 1811 scheiden ließ. Seine zweite Frau wurde 1812 Philippine Ernestine Pascha († 17. Januar 1854) aus Wohlau. Das Paar hatte folgende Kinder:
- Ottilie Julie Marie (* 14. Oktober 1816; † 12. Juli 1873)
- Wilhelmine Julie Maire (* 9. Februar 1818; † 10. Februar 1844)
- Karl Ernst Philipp (* 22. August 1819; † 10. Februar 1853), Pächter von Gut Schönau in Schlesien
- Ernstine Friederike Philippine (* 20. Februar 1821; † 3. Juli 1857) ⚭ 1848 Ernst von Niebelschütz (1817–1874), Landrat, Herr auf Dahme
- Luise (* 2. Mai 1823; † 8. Januar 1909) ⚭ 1842 Gustav Adolf von Stranß (* 16. Juni 1809; † 17. März 1873), Leutnant a. D., Sohn des Generalleutnants Gustav Adolf von Strantz